# Hypertrophomma subita
Hypertrophomma subita är en tvåvingeart som beskrevs av Henry J. Reinhard 1958. Hypertrophomma subita ingår i släktet Hypertrophomma och familjen parasitflugor. Inga underarter finns listade i Catalogue of Life.